# تیرا آماریلا (نیومکزیکو)
تیرا آماریلا (به انگلیسی: Tierra Amarilla) یک منطقهٔ مسکونی در ایالات متحده آمریکا است که در شهرستان ریو آریبا، نیومکزیکو واقع شده‌است. تیرا آماریلا ۲٬۲۹۵ متر بالاتر از سطح دریا واقع شده‌است.